# Burgundy School of Business
Burgundy School of Business, BSB, grundades år 1899 som Ecole Supérieure de Commerce de Dijon. Skolan rankas årligen i toppen vad gäller handelshögskolor. BSB bedriver utbildningar från kandidatnivå till doktorsnivå, med ett huvudfokus på masterutbildningar inom management och finans.
År 2019 låg BSB på 81:e plats bland Financial Times rankinglista på europeiska handelshögskolor.
BSB är ackrediterat av handelskammaren i Dijon och är en av de handelshögskolor i världen som ackrediterats av såväl CGE, EQUIS som AACSB. Bland skolans alumner finns flera kända företagsledare och politiker, som till exempel Stéphane Baschiera (VD för Moët & Chandon) och Antoine Lesec (VD för Being).